# Xoixons septentrionals
Els xoixons septentrionals són una fracció dels xoixons, una de les tribus de la Gran Conca que principalment vivien a la zona més occidental de Wyoming i al sud d'Idaho. Estan relacionats culturalment amb els bannock.

## Idioma
Els xoixons septentrionals parlen un dialecte del xoixon, una llengua del grup numic central de la família lingüística uto-asteca. És parlat principalment a les reserves de Fort Hall i Wind River.

## Bandes
Les bandes dels xoixons rebien el seu nom o bé per la seva llar geogràfica o per la seva font primària d'alimentació.
- Agaideka (menjadors de salmó, lemhi), riu Snake i vall del riu Lemhi River
- Doyahinee (gent de la muntanya)
- Kammitikka (menjadors de llebres), Snake River, Great Salt Lake
- Hukundüka (menjadors de llevors d'herba acantàcia, menjadors de blat salvatge), possible sinònim de Kammitikka
- Tukudeka (Dukundeka), menjadors d'ovelles, menjadors de muflons), Sawtooth Range, Idaho
- Yahandeka (Yakandika, menjadors de marmotes), rius baix Boise, Payette, i Wiser

## Tribus i reserves
- Tribus Xoixon-Bannock de la reserva índia Fort Hall d'Idaho, 544,000 acres (2.201 km²) z Idaho, lemhi amb bannock, i una banda paiute
- reserva índia Lemhi (1875–1907) a Idaho, traslladats a la reserva de Fort Hall
- Banda nord-oest de la Nació Xoixon de Utah (Washakie)